# Listă de filme americane din 2018
Aceasta este o listă de filme americane din 2018:
- Casa spiritelor, regia Frații Spierig
- De cealaltă parte a justiției, regia  S. Craig Zahler
- Tuturor băieților pe care i-am iubit, regia Susan Johnson